# Нсанга
Нсанга (енгл. Nsanga) је криптид који наводно живи у Бангвелу мочварама у Замбији.

## Опис нсанге

### У креационизму
Према ријечима креациониста нсанга је један од доказа постојања живи диносауруса. Они га описују као биће налик на диносауруса из групе Сауропода. Ово биће има кукасте канџе на ногама и глатку кожу. Територијална је животиња и може убити воденкоња.